# 射枝竹属
射枝竹属（学名：Actinocladum）是禾本科下的一个属。

## 下属物种
本属包括以下物种：
- Actinocladum verticillatum  (Nees) McClure ex Soderstr.[2]